# Statenverkiezingen Sint Maarten januari 2024
Op 11 januari 2024 vonden in Sint Maarten verkiezingen plaats voor de Staten van Sint Maarten.

## Achtergrond
De vorige verkiezingen in januari 2020 vonden vervroegd plaats voor de vijfde keer in tien jaar, als gevolg van de val van de regering van premier Leona Marlin-Romeo. Deze politieke instabiliteit is met name te wijten aan de moeilijke onderhandelingen met de Nederlandse regering over het beheer van een herstelfonds dat is opgezet na de doortocht van de orkanen Irma en Maria, waarbij de centrale regering in Den Haag deze hulp ter waarde van 550 miljoen euro wilde koppelen aan anti-corruptie en anti-immigratiemaatregelen. Deze instabiliteit draagt bij aan de reeds lang bestaande instabiliteit op het eiland, aangezien Sint-Maarten in de afgelopen tien jaar de val van negen regeringen heeft meegemaakt. Als leider van een coalitieregering die de zeven verkozenen van haar partij, United Democrats (UD), en de enige afgevaardigde van de Christelijke Partij (CP) bijeenbrengt, had Leona Marlin-Romeo een meerderheid van slechts één zetel in het parlement toen op 9 september 2019 fractieleider van de UD Franklin Meyers zich van de coalitie distantieerde vanwege de Nederlandse bemoeienis met de gang van zaken op het eiland. Met de steun van Meyers stemde de Nationale Alliance (NA) en de United Sint Maarten Party (USP) al snel voor een motie van wantrouwen tegen Marlin-Romeo en vijf van haar zes ministers. Hoewel de oppositie erin slaagde een regering te vormen onder leiding van Silveria Jacobs, werd deze gereduceerd tot het beheren van lopende zaken, aangezien Leona Marlin-Romeo vervroegde verkiezingen had uitgeschreven bij besluit van 23 september 2019 net voor haar omverwerping. Zij slaagde er echter niet in te voorkomen dat de United People's Party (UPP) zich afscheidde van de UD.
De in januari 2020 gehouden verkiezingen leiden tot een wisseling van de macht, waarbij de partijen van de voormalige oppositie onder leiding van Silveria Jacobs allemaal een sterke toename in stemmen zien. De Nationale Alliance komt daarmee ruim aan de leiding met meer dan 10% van de stemmen meer dan de United People's Party, terwijl de United Democrats instorten. De Christelijke Partij verliest ook alle vertegenwoordiging, waardoor de partijen van de pre-ontbinding coalitie in de oppositie terechtkomen, samen goed voor slechts één zetel. De recente Party for Progress, die vooral steun vindt onder de jeugd van het eiland, komt met twee zetels in het parlement. Een coalitie tussen deze en de Nationale Alliance wordt op een gegeven moment besproken, voordat uiteindelijk op 11 januari 2020 een akkoord wordt gesloten voor een coalitieregering tussen de NA en de UPP, met Silveria Jacobs als premier.
De nieuwe premier beëindigde de periode van instabiliteit op het eiland door haar regering gedurende de gehele zittingsperiode te handhaven, een primeur in tien jaar. De verkiezingen van januari 2024 vonden dus plaats aan het einde van haar natuurlijke mandaat van vier jaar.

## Opkomst
|                   | 2020   | 2020      | januari 2024 | januari 2024 |
| # stemmen         | %      | # stemmen | %            |              |
| ----------------- | ------ | --------- | ------------ | ------------ |
| Kiesgerechtigden  | 23.106 |           | 22.553       |              |
| Niet opgekomen    | 9.371  | 40,56     | 7.778        | 34,49        |
| Opkomst           | 13.735 | 59,44     | 14.775       | 65,51        |
| Blanco stemmen    | 89     | 0,65      | 0            | 0,00         |
| Ongeldige stemmen | 313    | 2,28      | 332          | 2,25         |
| Geldige stemmen   | 13.333 | 97,07     | 14.443       | 97,75        |

## Stemmen en zetelverdeling naar partij
| Partij | Partij                                       | 2020      | 2020  | 2020   | januari 2024 | januari 2024 | januari 2024 | verschil | verschil |
| Partij | Partij                                       | # stemmen | %     | zetels | # stemmen    | %            | zetels       | %        | zetels   |
| ------ | -------------------------------------------- | --------- | ----- | ------ | ------------ | ------------ | ------------ | -------- | -------- |
|        | National Alliance (NA)                       | 4.694     | 35,20 | 6      | 3.455        | 23,92        | 4            | -11,28   | -2       |
|        | United People's Party (UP)                   | 3.232     | 24,24 | 4      | 2.814        | 19,48        | 3            | -4,76    | -1       |
|        | Unified Resilient St Maarten Movement (URSM) | -         | -     | -      | 2.028        | 14,04        | 2            | +14,04   | +2       |
|        | Democratische Partij Sint Maarten (DP)       | 1.162     | 8,71  | 1      | 1.970        | 13,64        | 2            | +4,93    | +1       |
|        | Party for Progress (PFP)                     | 1.408     | 10,56 | 2      | 1.717        | 11,89        | 2            | +1,33    | 0        |
|        | Nation Opportunity Wealth                    | -         | -     | -      | 1.481        | 10,25        | 2            | +10,25   | +2       |
|        | United St. Maarten Party (USp)               | 1.759     | 13,19 | 2      | 686          | 4,75         | 0            | -8,44    | -2       |
|        | Empire Culture Empowerment Association       | -         | -     | -      | 292          | 2,02         | 0            | +2,02    | 0        |
|        | overige partijen in 2020                     | 1.078     | 8,08  | 0      | -            | -            | -            | -8,08    | -        |
| Totaal | Totaal                                       | 13.333    | 100   | 15     | 14.443       | 100          | 15           |          | 0        |

2010 · 2014 · 2016 · 2018 · 2020 · januari 2024 · augustus 2024